# Caravaggioniści utrechccy

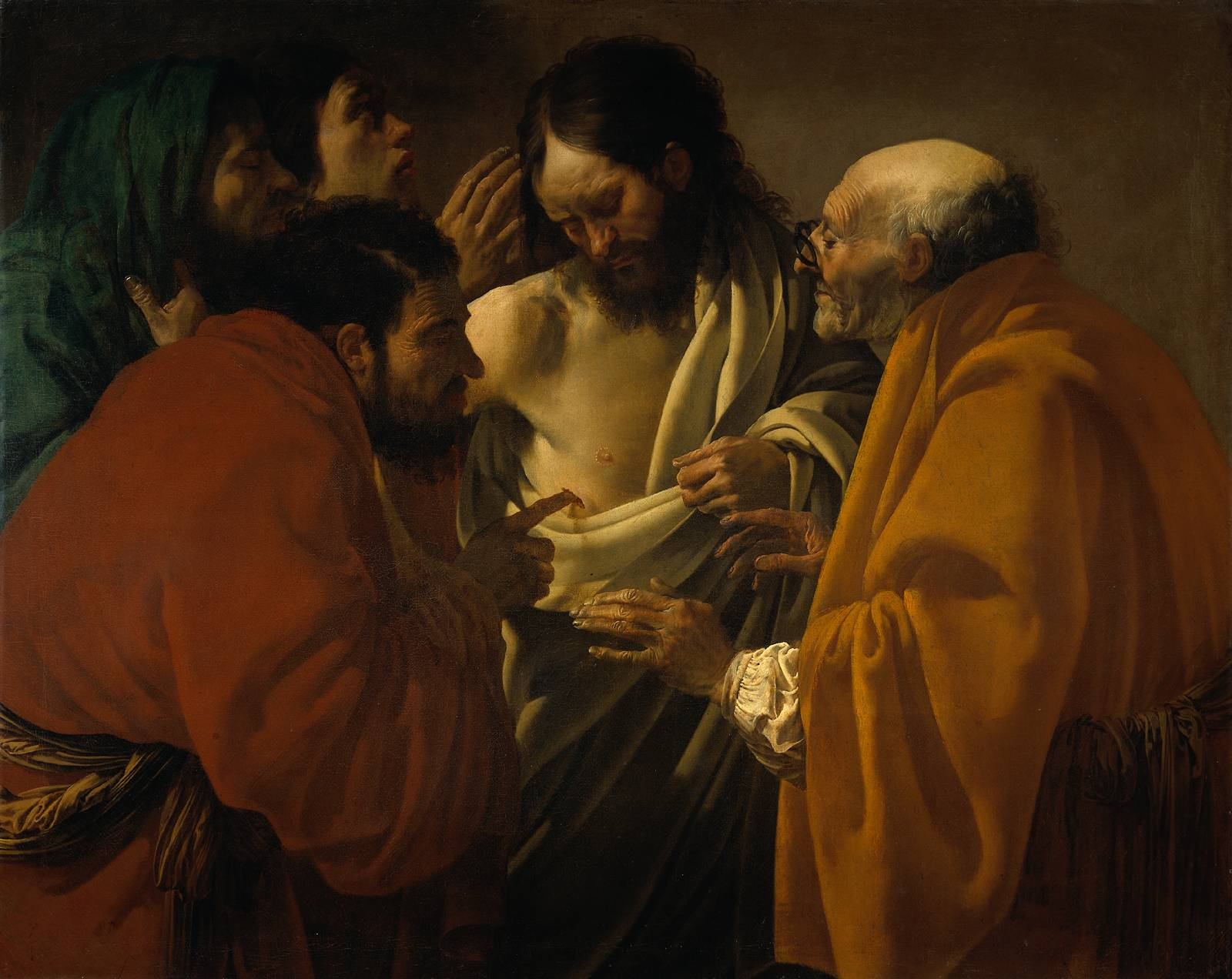
Hendrick van Terbrugghen, Niewierny Tomasz (1621–1623)

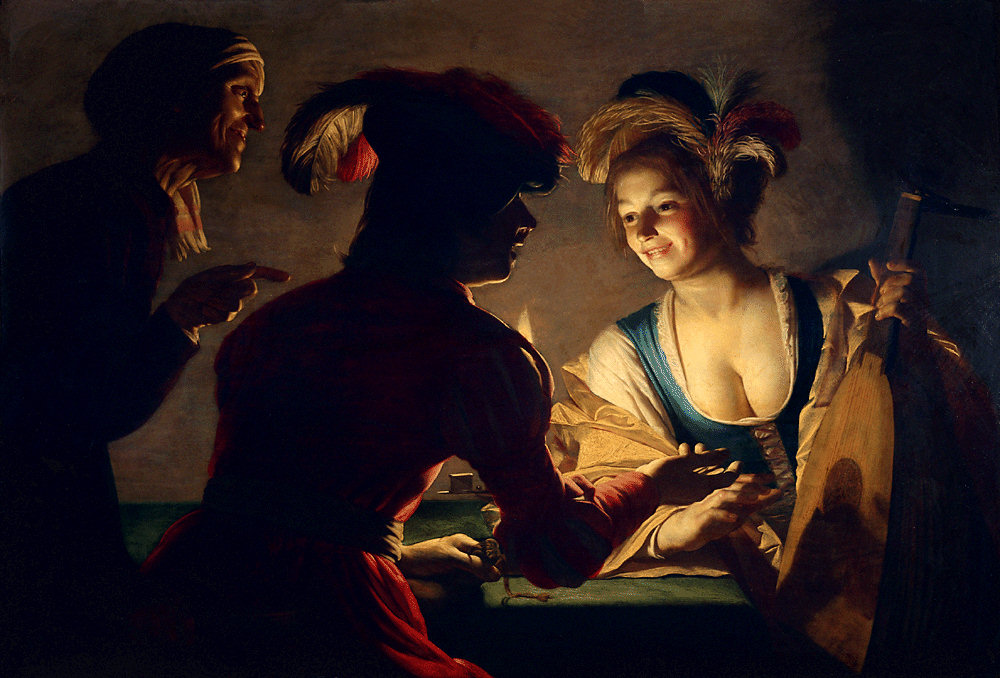
Gerrit van Honthorst, Swatka

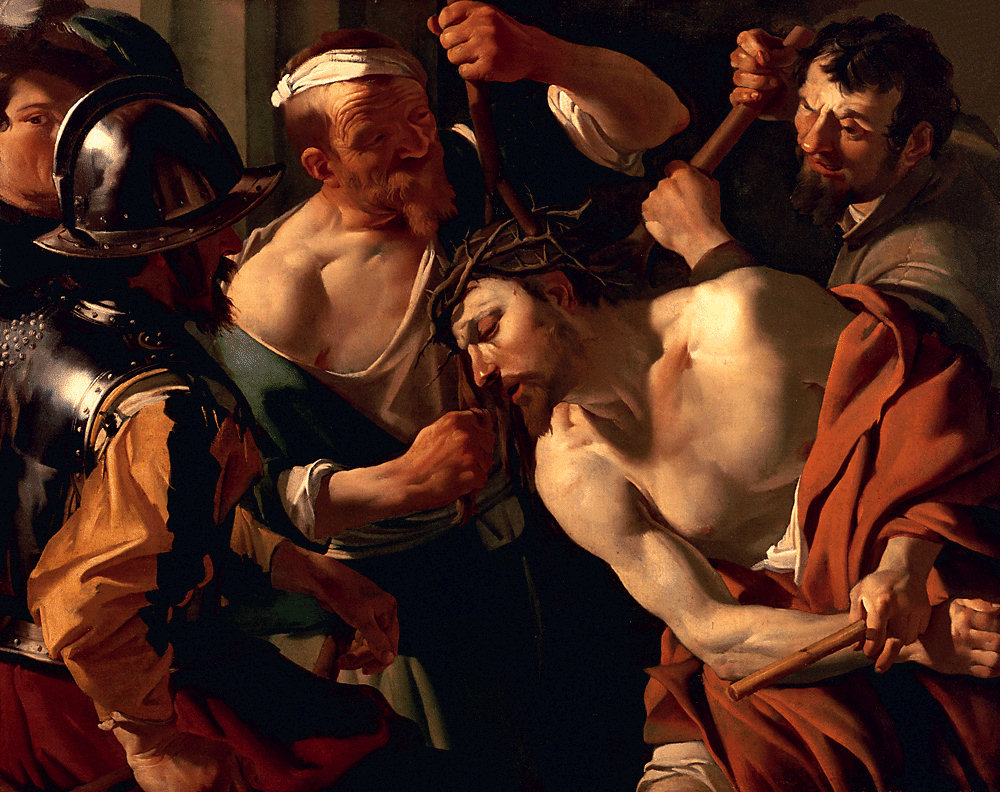
Dirck van Baburen, Cierniem koronowanie (1622–1623)

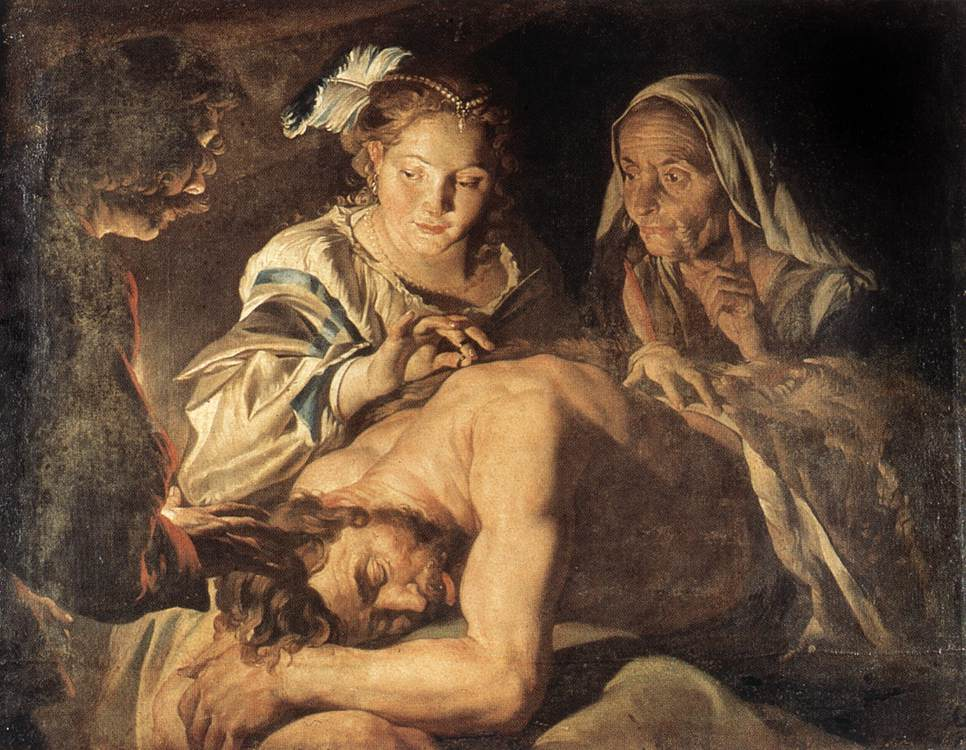
Matthias Stomer, Samson i Dalila

Caravaggioniści utrechccy – malarze z Utrechtu, którzy, powróciwszy do Holandii po wieloletnim pobycie w Rzymie, stworzyli nową formułę holenderskiego malarstwa barokowego, północny wariant włoskiego caravaggionizmu – światłocieniowego, kontrastowego i dramatycznego stylu Caravaggia i jego wczesnych naśladowców. Główni przedstawiciele:
- Dirck van Baburen (ok. 1595–1624),
- Hendrick ter Brugghen (1588–1629),
- Gerrit van Honthorst (1592–1656).

Tradycje caravaggionizmu utrechckiego kontynuował Matthias Stomer (ok. 1600–po 1650).
Wszyscy byli uczniami malarzy manierystycznych, ale szybko przejęli formułę artystyczną Caravaggia i jego uczniów – Orazia Gentileschiego i Bartolomea Manfrediego. Oddziałali bardzo silnie na następne pokolenie malarzy holenderskich – Fransa Halsa, Rembrandta i Jana Vermeera oraz Francuza Georges’a de La Toura.